# 春恋*乙女 〜乙女の園でごきげんよう。〜
『春恋*乙女 〜乙女の園でごきげんよう。〜』（はるこいおとめ おとめのそのでごきげんよう：Hello from the woman educational institution.）は2006年1月27日（金曜日）にBaseSon（ベースソン）より発売された18歳未満購入禁止（コンピュータソフトウェア倫理機構審査）のパソコンゲーム（アダルトゲーム）ソフト。BaseSonの第4作目に当たる。タイトルは正確には全角記号を用いた『春恋＊乙女 〜乙女の園でごきげんよう。〜』という表記である。
初回版の発売から2年近く経過した2007年12月14日にサウンドトラックの付属された通常版が発売された。サウンドトラックは2100円で単体でも販売されている。有限会社マジックシードの運営するウェブサイト「美少女遊び」より携帯電話アプリゲーム版も配信されたほか、メディアバンクよりアダルトアニメ版も発売された。

## 概要
DVD-ROM1枚。JANコードは4995669405005。
男女共学になって間もないため、生徒の男女比率が1:40という元お嬢様校「聖（セント）フランチェスカ学園」を舞台とした恋愛アドベンチャーゲームで攻略対象となるヒロイン数は6人。
初回封入特典は設定資料集『はるいろイラストレーションズ』、予約特典はプロローグドラマCD『春が来る前に―。』、通信販売予約特典は特製小冊子『聖フランチェスカ学園新聞部【春の増刊号】』、さらにソフマップ限定購入特典として原画集やデモムービーが収録された『聖フランチェスカ学園ご入学お祝いCD』も付属。また、発売に先駆け2005年8月12日から14日に開催された「コミックマーケット68」では「体験入学CD」と「先行紹介本」を収録した『夏の体験入学案内』が無料配布された。『夏の体験入学案内』にはネクストンの別ブランドTacticsの作品『天使のひめごと』の体験版も収録されている。
なお、本作の初回版はコンピュータソフトウェア倫理機構の規定に違反するCGを含んでいたため、発売後に一度回収されてから改めて修正版が発売された。

## あらすじ
ごく普通の青年「早坂章仁」の通っていた学校「鷹宮学園」は少子化の影響を受け、不幸にもその年、廃校となってしまった。やむなく章仁は、やはり少子化が原因でその年から男女共学となった元女子学園「聖フランチェスカ学園」に編入することとなる。しかしそこはまるで少女漫画に登場するようなお嬢様ばかりの学園だった。しかも共学になりたてということもあって、編入先のクラスの男子生徒は章仁ただ一人。今まで会ったこともないような上流家庭の同級生達に囲まれカルチャーショックを受けつつも彼は、お年頃な妹「羽未」や完全無欠の超お嬢様「如耶」、再会した幼馴染の「結衣佳」に神秘的な後輩「ソーニャ」、勝気な同級生「莉流」におっとりした先輩の「彩夏」、そして馴れ馴れしい男友達「及川」らと共に刺激に満ち溢れた学園生活をスタートさせる。

## ゲーム進行
ゲーム期間となるのは章仁が聖フランチェスカ学園に入学した2005年4月から、学園で最初の中間試験が実施される時期までの約2か月間。シナリオ前半部分の「共通ルート」では各ヒロインに会いに行くか、メッセージテキストにて正しい選択肢を選ぶと、ヒロイン達からの好感度が上昇する。共通ルート終了時までに1人以上のヒロインからの好感度が一定以上に達していると、そこからさらに「ヒロイン別攻略ルート」である「羽未&結衣佳共通ルート」「如耶ルート」「ソーニャルート」「莉流ルート」「彩夏ルート」のいずれかに分岐する。
他の4人のヒロインとは異なり、羽未と結衣佳の場合はしばらく共通のルートを辿り、そこからさらに選択肢によって「羽未ルート」「結衣佳ルート」に分岐する。ただし、結衣佳ルートに入るためには、先に羽未ルートをクリアしておかなければならない。羽未と結衣佳のルートはストーリー上密接な関わりがあり、この2つのルートでは本編最大にして衝撃の真実が明らかとなる。
このゲームは基本的にコメディタッチで構成されており、ギャグシーンなどではキャラクターが2頭身デフォルメ化するなどの演出があるが、ストーリー後半部ではシリアスシーンの占める割合が多くなり、ゲーム進行によっては陰惨な結末を迎えてしまうこともある。（BaseSonブランドが本作以前に発売した3作は『ONE2 〜永遠の約束〜』（『ONE 〜輝く季節へ〜』の姉妹作）、『屍姫と羊と嗤う月 -cry for the moon-』、『夕緋ノ向コウ側』というもので、暗く重く怪奇的な雰囲気を持つ作品だった。）
一度クリアすると、タイトル画面に「CGモード」「回想モード」「音楽モード」が追加され、さらに6人のヒロイン全員のクリアに成功するとタイトル画面の画像が羽未とソーニャの下着姿に替わる。

## 登場人物
本作では主人公「早坂章仁」に対して、「早坂羽未」「不動如耶」「芹沢結衣佳」「桐生ソーニャ」「織戸莉流」「楠原彩夏」という6人の攻略対象ヒロインが存在する（携帯電話版ではソーニャと彩夏は攻略不可）。しかし、章仁の妹である羽未や同級生の結衣佳・莉流はどのルートでもある程度登場するのに対し、先輩に当たる如耶・彩夏の2人はそれぞれの攻略ルートに積極的に入ろうとしなければほとんど登場することがなく、下級生であるソーニャの出番も羽未ら3人に比べるとやや少ない。また、男性キャラクターである「及川祐」は、ほとんどのルートで頻繁に登場する。したがってゲーム全体を通しての実質的な主要登場人物はむしろ章仁・羽未・結衣佳・莉流・及川の5人だと言える。

### 主人公
早坂 章仁（はやさか あきひと）
聖フランチェスカ学園2年V組（ソレイユ）に編入学することになった主人公。性格は真面目とは言い難く、宿題を忘れたり寝坊して遅刻しそうになることも多い反面、料理は得意である。また紅茶を淹れることにはかなりの自信を持っており、紅茶の種類・製法・歴史などにも相当な知識がある。現在は特に打ち込んでいるものはないが、数年前までは剣道を習っていた。一学年下の妹・羽未のことを、いつもからかいながらも大切に想っている。今時の学生には珍しく、携帯電話を持っていない。小学校に上がる前に交通事故に遭い、重傷を負った経験がある。その際、実妹の羽未を亡くしており、早坂家に養子に来る予定だった羽深を羽未だと誤認している。

### メインヒロイン
早坂 羽未（はやさか うみ）
章仁の妹で、今春からフランチェスカに特待生として入学した。クラスは1年III組（リオン）。真面目な性格で、いい加減な性格の兄を叱りつけることも多いが、自分のことを「羽未」と呼ぶなど根は無邪気で子供っぽい。
趣味はB級ホラー映画の鑑賞と牛グッズの収集である。羽の形をしたヘアピンで髪を短いツインテールにしており頭頂部には一本のアホ毛がある。
その正体は章仁の親類である孤児であり、本名は「羽深」である。早坂家に引き取られることが決まった直後に、本物の羽未が交通事故で帰らぬ人となり、章仁が羽深を羽未と誤認するようになったため、羽未のふりを続けていた。幼いころからずっと兄として面倒を見てきた章仁に、ひそかに恋心を抱いていた。
不動 如耶（ふゆるぎ きさや）
大財閥・不動グループの御令嬢。クラスは3年I組（ロサ・エグランテリア）。
背が高くスタイル抜群で成績トップの上、学生会長も務めている。全校生徒の憧れの的であり、学園内では、行く先々で「如耶姉さま」と呼ばれ、注目を浴びている。剣道部の主将も任されており、公式戦ではここ数年無敗の実績を誇る。また、時代劇も好きで「〜でござる」など武士のような言葉を話し、自分のことを「それがし」、相手のことを「そなた」「お主」「〜殿」と呼ぶ。プライドが高く、いかなるときも毅然としており自分にも他人にも厳しい性格で、何事にも懸命に正々堂々と取り組まなければ気が済まない。実は数年前に、章仁と一度剣道の試合をしたことがあり、そのときの出来事が思い出になっている。
芹沢 結衣佳（せりざわ ゆいか）
章仁の幼馴染で、彼のことを「あきちゃん」と呼ぶ。章仁とは中学まで同じ学校に通っていた。章仁にとって結衣佳は初恋の相手であり、中学の卒業式に想いを告白したが結局幼馴染以上の関係にはなれなかった。その後はそれぞれ別の学校に進学したが、章仁のフランチェスカ編入によって再会を果たす。章仁と同じ2年V組（ソレイユ）に所属しており、教室では彼の後ろの席に座っている。羽未とも姉妹のように仲が良く、互いを「ウミちゃん」「ゆい姉」と呼び合う。
のんびりした性格だが一般人と少々ズレたセンスの持ち主であり、時々恐ろしいことをさらりと言ってしまうことがある。
学園では料理部に所属しており、章仁が聞いたこともないようなオリジナルの創作料理をいつも作っている。勉強、家事などは基本的に得意だが掃除だけは苦手。
同じ章仁と親しい存在であることから、本物の章仁の妹をいじめたことがあり、それがもとで妹が事故死したと罪意識を抱いていた。章仁と距離を置くことでその記憶を忘れようとしたが、再会したことでその思い出と向き合うことになる。
桐生 ソーニャ（きりゅう ソーニャ）
日本人の父とイタリア人の母との間に生まれた少女。長い金髪と碧色の瞳を持ち、神秘的な印象がある。幼い頃、不幸にして両親と別れ、その後フランチェスカ学園にある教会のシスター・桐生舞衣の養女として十年間育てられた。その後舞衣の教えのもと、シスター見習いとなって自らも教会の聖務に携るようになる。この春から羽未と同じ1年III組（リオン）に所属することになり、まもなく二人は親友同士となった。
性格はおとなしく、とても礼儀正しい。しかし、感情が高ぶったときには養母である舞衣の故郷の言葉である関西弁を口走ってしまうことがある。好きな食べ物は納豆で、特に納豆をパンでサンドイッチにした「納豆サンド」には目が無い。人形を作るのが趣味で寮の自室は自分で作った動物の人形で溢れかえっている。
織戸 莉流（おりと りる）
章仁と同じ2年V組（ソレイユ）の生徒で、教室では彼の隣の席に座っている。小柄な体型であるがスポーツは得意で水泳部の主力メンバーでもあり、公式戦でも優秀な順位になることが多い。性格は活発で少し乱暴であり、思ったことを全く遠慮せずに口に出す。他の女生徒ほどお嬢様らしさを感じさせず、編入したてで初対面となる章仁にも軽く声をかけて以来二人はケンカ友達のような関係となる。
縦ロールの髪型が特徴で、章仁からはたまに「ドリル」と呼ばれる。少々レズっ気があり、可愛い女の子達が大好きで、特に水泳部部長の松原麗架に強く憧れている。
楠原 彩夏（くすはら あやか）
3年IV組（ロサ・モスカータ）に在籍している先輩。優しくおっとりした性格で礼儀正しく母性感にもあふれており、自然と周囲を和ませる雰囲気を持つ。読書や料理が好き。フランチェスカの寮ではなく、学園外のマンションで一人暮らしをしている。章仁とは下校途中に、学園内に捨てられていた子犬を一緒に見つけたことをきっかけに知り合った。以来その犬に「はっさく」という名を付け、マンションで飼うようになる。家庭に何か深い事情があるらしく、家族の話になると口数が少なくなってしまう。心臓に持病を抱えており長い間病院通いを続けている。絵を描くことも好きで学園では美術部に所属。

### その他
及川 佑（おいかわ たすく）
章仁と同様、今春からフランチェスカに編入してきた男子生徒。運動能力が良く、寮では章仁の隣の部屋。九州生まれで、大阪には観光で一度しか行ったことがないのにもかかわらず、好んで関西弁を話す。やたらテンションが高く、ずうずうしい性格でしょっちゅう章仁の部屋に無断で上がりこんでは、勝手にテレビを観たり冷蔵庫の中を漁ったりしている。そのため、章仁に邪魔者扱いされることも多い悪友。その反面、成績は優秀でいざというときに章仁にとって頼れる味方になることもある。また次回作である『恋姫†無双 〜ドキッ☆乙女だらけの三国志演義〜』にも登場しておりここでも悪友といった立場になっている。
御子柴 夏子（みこしば なつこ）、新城 冬子（あらき ふゆこ）
章仁のクラスメイトである二人のお嬢様。いつも二人一緒にいる。通称「夏冬コンビ」。2年V組（ソレイユ）でただ一人の男子生徒である章仁に興味津々で彼のことを「章仁さま」と呼ぶ。莉流と同様美少女が好き。章仁の妹・羽未は、兄のクラスに行くといつも彼女達にまとわりつかれるので二人のことが苦手である。
如耶編では夏子、冬子の親戚に当たる春菜、秋菜という二人の剣道部員も登場する。
松原 麗架（まつばら れいか）
莉流の所属する水泳部の部長。莉流からは「麗架さま」と呼ばれている。彩夏とは同じ3年IV組（ロサ・モスカータ）で親友同士。性格はマイペースで飄々としており、間延びしたような声で話す。人生経験豊富なお姉さまといった感じの人物で悩んでいる章仁にアドバイスをすることがある。莉流と同様レズで異性との恋愛には興味はないらしい。
有瀬 悠季（ありせ ゆうき）
章仁のクラスメイトで莉流と同じ水泳部員。ショートヘアが特徴で少年のように見える。章仁に対しての態度は無愛想で二人はお互いほとんど話したことがない。莉流と同じく麗架に強い憧れを抱いており、彼女の前でだけは明るい表情を見せる。実家は「有ノ瀬流」という茶道の流派の家元。
鳳 皐月（おおとり さつき）
彩夏、麗架のクラスの委員長で二人とは親友同士。また、美術部の副部長でもある。眼鏡をかけていてやや気難しいところがあるようにみえるが、本当は病気がちな彩夏のことを心配している。機嫌を損ねると髪の毛をかき上げる癖がある。
真宮 璃々香（まみや りりか）
羽未と同じ1年III組（リオン）の生徒。如耶の遠い親戚で彼女に憧れており、彼女に会うためフランチェスカに入学した。プライドが高く我が侭な性格で如耶を他人に渡したくないと思っている。6人のメインヒロイン以外で章仁とのHシーンがある唯一のキャラクター。
那岐沢 千砂（なぎさわ ちずな）
羽未やソーニャがアルバイトをしている学園内の喫茶店・黎明館（れいめいかん）でウェイトレスをしている女子大生。面倒見が良く、羽未達にとって頼もしい女性。いつも優しく、「にっこり」と微笑んでいるが怒らせると怖く、そのときには「に゛っごり」と微笑む。
大神 千絵（おおがみ ちえ）
章仁達のクラスの担任教師。担当科目は国語。とても厳格で生活態度や礼儀作法に厳しくお説教も長いが、生徒のことをよく想っている。学園ではいつも眼鏡を掛けているのでわかりにくいが、実はかなりの美人であり生徒達の知らない意外とくだけた一面も持っている。
桐生 舞衣（きりゅう まい）
ソーニャの養母で、学園内の教会でシスターを務める。フランチェスカ女子寮の寮長も兼任している。教会のシスターにしてはやや豪快で、既成概念に囚われない自由奔放な性格。優しく朗らかでソーニャのことを大切にしている。酒癖が悪いのが珠に瑕。
竜禅寺 徹哉（りゅうぜんじ てつや）
フランチェスカ学園の校医。剣道部の顧問と黎明館の臨時オーナーも兼任している。「竜禅寺徹哉」なる硬派な名とは裏腹に、童顔で背は低く外見はまるで十代の少年である。優しく温厚で章仁の相談にも親身に応じてくれる。過去に柔道をしておりかなりの有段者であるらしい。
越小路 博嗣（えんのこうじ ひろつぐ）
名門・越小路家の御曹子。如耶とははとこ同士に当たり、彼女の許婚（いいなずけ）でもある。高慢な気取り屋で章仁を見下すような態度をとり邪魔者を蹴落とすためならどんな卑怯な手も平気で使う。文武両道でフランチェスカとは異なる名門男子校に通っており、剣道の実力も章仁より上。

## 聖フランチェスカ学園
本作の舞台となる「聖フランチェスカ学園」は、生徒の大半が裕福な家庭の娘という元お嬢様学園。広大な敷地の中には自然公園も設置されており、礼拝堂や剣道場、喫茶店等の施設も充実している。生徒のほとんどは学生寮生活を送っており、それぞれに個室が割り当てられている。羽未達の住む女子寮は校舎のすぐ近くにあり、豪華な外観をしている。一方、章仁達の暮らす男子寮は校舎から歩いて15分から20分もかかり、最近建てられたばかりでプレハブ小屋のような外観をしている。
朝・晩の食事は月曜日から金曜日までは基本的に寮の食堂で出されるが、土曜日の夕食だけは事前の申請が必要となる。昼食は弁当を持参したり購買でパンなどを買って済ませるほか、学園内にあるメイド風喫茶店「黎明館」を利用することもできる。校則はやや厳しく、アルバイトは禁じられているが、黎明館での勤務は例外として許されている。また、寮の個室にテレビを持ち込むことも許されていないが、章仁はテレビだけでなくビデオデッキまで自室に持ち込んでいる。
制服の色は学年によって異なり1年は赤系統、2年は青系統、3年は緑系統である。各クラスには1年III組がリオン(Lyon)、2年V組がソレイユ(Soleil)、3年I組がロサ・エグランテリア(Rosa Eglanteria)、3年IV組がロサ・モスカータ(Rosa Moschata)というような通称がある。授業レベルは高いほうであるが非常に難解だというわけではない。またキリスト教系の学校であるため、各クラスとも週に一度教会での礼拝が実施される。夏以外の季節にも体育の授業では月に一度水泳の授業がある。
学園内で大半の女生徒達に遣われる言葉は「〜ですわ」「〜ますわ」などお嬢様風で、上級生は「〜先輩」ではなく「〜さま」「〜姉さま」と呼ばれることが多い。出会いや別れの挨拶には「おはよう」「こんにちは」「さようなら」ではなく「ごきげんよう」と言うのが慣わしとなっている。
なお、BaseSonの次回作『恋姫†無双 〜ドキッ☆乙女だらけの三国志演義〜』の主人公・北郷一刀（ほんごう かずと）の通っている学園も聖フランチェスカ学園であり、北郷一刀が登場しないアニメ版『恋姫†無双』シリーズでも番外編OVAがこの学園が舞台となっている。

## 声の出演
- 早坂羽未：榊原ゆい
- 不動如耶：手塚まき
- 芹沢結衣佳：籐野らん（ゲーム）、夏野こおり（OVA）
- 桐生ソーニャ：日向裕羅
- 織戸莉流：青山ゆかり
- 楠原彩夏、那岐沢千砂：本山美奈
- 御子柴夏子、有瀬悠季：成瀬未亜
- 新城冬子：まきいづみ
- 松原麗架：海原エレナ
- 大神千絵、桐生舞衣：北都南
- 鳳皐月、真宮璃々香：大波こなみ
- 早坂章仁：木島宇太（OVA）
- 及川佑：中澤アユム（OVA）

## 制作スタッフ
- 原画 - 片桐雛太（かたぎり ひなた）、騎士二千（きしにせん）
- シナリオ - 青山 拓也（あおやま たくや）、K・バッジョ、尾之上 咲太（おのうえ しょうた）、中本 穂積（なかもと ほづみ）
- 音楽 - Loser Koshiwagi、torapon、bjoern
- 主題歌
  - オープニングテーマ「青春*桜歌」
    - 作詞・作曲 - Loser Kashiwagi / 編曲 - Toshihiko Uchiyama / 唄 - Rita (Blueberry & Yogurt)

  - イメージソング「春恋」
    - 作詞 - 青山拓也 / 作曲 - bjoern / 唄 - h?m?（ホーミー）
- 企画・開発 - BaseSon

## サウンドトラック収録曲
01.『青春*桜歌』（OPテーマフルバージョン、ゲーム中の音楽モードで聴けるのはショートバージョン）
02.1日の始まり。
03.何しようかな?
04.放課後は大忙し。
05.今日も今日とて大騒ぎ。
06.妹はお年頃――羽未のテーマ
07.学園の憧れ――如耶のテーマ
08.無垢なる輝き――桐生ソーニャ
09.ほのぼの幼なじみ――結衣佳のテーマ
10.ドリルって言うなぁ!――莉流のテーマ
11.おっとりお姉様――彩夏のテーマ
12.日だまりは時にせつなく。
13.夕暮れの散歩。
14.変革の序曲。
15.いつしか陽も暮れて。
16.仕舞っていた想い出。
17.願い叶うなら。
18.崩れゆく平穏。
19.追憶と孤独。
20.痛みと伴に。
21.届かぬ温もり。
22.星灯り。
23.気が付けば隣に。
24.今はただあなたと――。
25.予期せぬ方へ。
26.戦うべき時。
27.今、君に向けて。
28.手をとりあって。
29.今日から明日へ。
30.今、君に向けて。(orchestra arrange)
31.『春恋』（イメージソング）

## アダルトアニメ
『春恋*乙女 〜乙女の園で逢いましょう。〜』のタイトルで、全2巻のアダルトアニメとして2008年4月18日に前編、同年7月18日に後編が発売された。ブランドはWhiteBear。監督は金澤勝眞。前編では如耶と結衣佳、後編では莉流と羽未にHシーンがある。
2011年4月15日には前後編を合わせたDVD『春恋*乙女 〜乙女の園で逢いましょう。〜 完全版』とBlu-ray Disc『春恋*乙女 〜乙女の園で逢いましょう。〜 ブルーレイ完全版』が発売された。

## 反響
ネクストン代表の鈴木明彦は、広告の力でゲームは売れるかという実験作であり、実際に売れたBaseSon最初のヒット作と振り返っている。

## 関連商品
- ザ★ベストヒッツ ネクストンボーカルコレクション(NEXREC-001)
  - 『青春*桜歌』『春恋』のフルバージョンを含む、ネクストン作品の主題歌13曲が収録されたCD。2006年8月開催のコミックマーケットにて発売。